# طللیه
طللیه یا وقوف بر اطلال و دمن یکی از اشکال شعری است که ایرانیان از اعراب فرا گرفتند. این نوع شعر، ریشه در اعماق جاهلیت عرب دارد و در قصاید بلندی که از حدود یک قرن و نیم پیش از اسلام به دست ما رسیده این نوع و شکل شعری، دیده می‌شود.
ساختار کلی قصاید جاهلی و بدوی بر اساس زندگی شاعر عرب است. شاعر عرب برای دیدار محبوب و معشوق که آشکارا یا پنهان بدو عشق می‌ورزید، با اسب یا شتر خود به سوی منزل محبوب می‌شتابد. با رسیدن به منزل معشوق، بنابر سنت کوچ‌نشینی و جبر صحرا، محبوب کوچ کرده و از آن منزل دور شده و بیابانی خالی و عاری از سکنه و خاموش، در آنجا باقی مانده‌است. از شتران، خیمه‌ها، قبیله، محبوب و … خبری نیست. آنچه دیده می‌شود، اجاقی است سرد و جای خالی خیمه‌ها. اینجاست که شاعر به یاد آن روزهای خوش گذشته افتاده و شروع به وصف‌العیش می‌کند. پس از گریه و زاری بر خرابه‌ها و اطلال و دمن، شاعر به تنها پناه خود، روی می‌آورد. اسبی یا شتری تیزرو که در انتظار اوست. از این‌رو بر مرکب سوار شده و می‌تازد. از اینجا سفر در بیابانی پرخطر شروع می‌شود و شاعر از خطرات این مسیر (گرد و غبار، سیل، جانوران وحشی و …) سخن می‌گوید و جرأت تنها گذشتن از چنین مسیر دشواری را با مفاخره یاد می‌کند و ناگاه چشم وی به ممدوح یا منزلگاه او افتاده و شروع به مدح او می‌کند. سرودن شعر طلیله و وقوف بر اطلال و دمن در ادب جاهلی و بدوی سابقه‌ای بسیار طولانی دارد و اکثر شعرای عرب در سرودن این نوع از شعر، طبع آزمایی کرده‌اند.
نخستین کسی که وقوف بر اطلال و دمن را وارد شعر فارسی کرد و از شعر عرب آشکارا تقلید نمود، منوچهری دامغانی، شاعر معروف قرن پنجم هجری است. علاوه بر منوچهری، امیرمعزی، لامعی گرگانی، عبدالواسع جبلی، ابوالمعالی رازی و جوهری زرگر در وصف اطلال و دمن اشعاری دارند.